# Église Saint-Joseph de Kuopio
L'église Saint-Joseph (en finnois : Pyhän Joosefin kirkko) est une église catholique située dans le quartier de Männistö à Kuopio en Finlande.

## Présentation
L'édifice est construit à l'origine comme une chapelle luthérienne entre 1912 et 1913.
La chapelle est inaugurée en tant qu'église en 1945 lors de l'acquisition du clocher. Le bâtiment est modifié dans les années 1960 et plus récemment en 2002.
En juin 2013, la paroisse protestante approuve la vente à l'église catholique.
Le bâtiment est consacré comme église catholique, le 3 mai 2014.